# 559
559 је била проста година.

## Догађаји
- Зима – Војска Бугара и Срба под командом кана Заберхана освојила је Тракију и Македонију, пробила Дуге зидине Константинопоља а ли је на крају поразила византијска војска под  Велизаром. Словени су тада покушали да нападну престоницу Византије са мора на сплавовима. Током бугарске инвазије 559. године, Велизару је поново поверено командовање трупама, а његове акције су и даље биле успешне.
- Битка код Мелантије: Изван градских зидина Константинопоља, Велизар побеђује комбиноване снаге „варвара“ својом ветеранском коњицом и неколико хиљада на брзину подигнутих дажбина.
- Глапа је наследио свог оца Иду на месту краља Бернисије (Североисточна Енглеска). Током његове владавине, англски досељеници су проширили своју територију у садашњој југоисточној Шкотској.
- Долази до промене владара Свева: Харарика (550-558/559) замењује Аријамир (558/559 - 561/566)
- Авари започињу рат са словенским племенским савезом Анта
- Први успешан људски лет: змај који носи Јуан Хуангтоу слеће у близини Је, Кина. Цар Вен Сјуан Ди спонзорише лет; Јуан је заробљен; други затворени летачи змајева такође лете, али они умиру и Јуан преживи. Јуан је потом погубљен.

- Вен Ди, стар 37 година, наследио је свог ујака Чен Ву Дија на месту цара из династије Чен. Током своје владавине, он консолидује државу против побуњених војсковођа.
- Град-држава Ара Гаја, члан Гаја конфедерације, предаје се Сили на Корејском полуострву.
- Пјонгвон постаје владар корејског краљевства Гогурјо.